# Туран (сельское поселение)
Се́льское поселе́ние «Туран» (бур. Туранай hомон) — муниципальное образование в Тункинском районе Бурятии Российской Федерации.
Административный центр — село Туран.

## История
Статус и границы сельского поселения установлены Законом Республики Бурятия от 31 декабря 2004 года № 985-III «Об установлении границ, образовании и наделении статусом муниципальных образований в Республике Бурятия»

## Население
| 2002 | 2011 | 2012 | 2013 | 2014 | 2015 | 2016 |
| ---- | ---- | ---- | ---- | ---- | ---- | ---- |
| 1637 | ↘892 | ↘859 | ↘851 | ↘831 | ↘808 | ↗811 |
| 2017 | 2018 | 2019 | 2020 | 2021 | 2023 | 2024 |
| ↘786 | ↗791 | ↘783 | ↗784 | ↗797 | ↗803 | ↘783 |

## Состав сельского поселения
| № | Населённый пункт | Тип населённого пункта       | Население |
| - | ---------------- | ---------------------------- | --------- |
| 1 | Ниловка          | посёлок                      | ↗182      |
| 2 | Туран            | село, административный центр | ↘711      |